# Лексикографический порядок
Лексикографический порядок — отношение линейного порядка на множестве слов над некоторым упорядоченным алфавитом {\displaystyle \Sigma }. Своё название лексикографический порядок получил по аналогии с сортировкой по алфавиту в словаре.

## Определение
Слово {\displaystyle \alpha } предшествует слову {\displaystyle \beta } ({\displaystyle \alpha } ≺ {\displaystyle \beta }), если
- либо первые {\displaystyle m} символов этих слов совпадают, а {\displaystyle m+1}-й символ слова {\displaystyle \alpha } меньше (относительно заданного в {\displaystyle \Sigma } порядка) {\displaystyle m+1}-го символа слова {\displaystyle \beta } (например, АБАК ≺ АБРАКАДАБРА, так как первые две буквы у этих слов совпадают, а третья буква у первого слова меньше, чем у второго);
- либо слово {\displaystyle \alpha } является началом слова {\displaystyle \beta } (например, МАТЕМАТИК ≺ МАТЕМАТИКА; см. конкатенация).

## Примеры
- Порядок слов в словаре. Предполагается, что буквы можно сравнивать, сравнивая их номера в алфавите. Например, следующие слова идут в лексикографическом порядке: А ≺ АА ≺ ААА ≺ ААБ ≺ ААВ ≺ АБ ≺ АВ ≺ Б ≺ … ≺ ЯЯЯ.
- Естественный порядок на неотрицательных целых {\displaystyle n}-значных числах в любой позиционной системе счисления, записанных в разрядной сетке фиксированной длины (000, 001, 002, 003, 004, 005, …, 998, 999).